# Laguna del Torollu
La laguna del Torollu es un cuerpo de agua situado en la parroquia ovetense de San Claudio (Principado de Asturias, España). Se trata de una laguna de origen artificial surgida debido a la explotación de arcillas para la fábrica de loza de San Claudio entre 1940 y 1964. Esta cantera originó una poza casi circular que fue llenada por arroyos y manantiales subterráneos. Con el paso de los años se convirtió en un enclave natural de gran interés faunístico y botánico. Se trata del único humedal del concejo de Oviedo.

## Flora y fauna
En las cinco hectáreas de vegetación y agua se han detectado 86 especies distintas de aves: ruiseñores, jilgueros, petirrojos, garzas, gavilanes, aguiluchos, chochines, currucas capirotadas y lechuzas. Es frecuentada por patos, peces, cangrejos de río, truchas y anguilas. Rodeando el estanque destaca un importante bosque compuesto principalmente de castaños y, en menor medida, robles, abedules y helechos.